# Szumátrai üreginyúl
A szumátrai üreginyúl (Nesolagus netscheri) az emlősök (Mammalia) osztályának a nyúlalakúak (Lagomorpha) rendjébe, ezen belül a nyúlfélék (Leporidae) családjába tartozó faj.

## Elterjedése
Indonézia területén honos, főleg Szumátra szigetén fordul elő.
Ott is csak a sziget nyugati részén található érintetlen hegyvidéki erdőségek lakója.

## Megjelenése
Testhossza 37–40 cm. Testének színe cserbarna vagy szürke, tompora élénk rozsdavörös. Vastag szürkésbarna csíkjai vannak, melyek az orrtól a farokig, a vállaktól ívesen a tomporig és a hátsó láb felső részén keresztben húzódnak. Rövidebb a füle, mint a többi nyúlfélének.

## Életmódja
Üreginyúlszerű életmódot folytat. Leveleket és lehullott gyümölcsöket fogyaszt.

## Rokonfajok
A szumátrai üreginyúl legközelebbi rokona a szintén kihalófélben lévő annami üreginyúl (Nesolagus timminsi), amelyet az Annami-hegységben fedeztek fel Vietnámban.

## Természetvédelmi állapota
Az élőhelyének tönkretétele fenyegeti, ezért az IUCN vörös listája a kihalófélben lévő kategóriába sorolja a szumátrai üreginyulat.

## Fordítás
- Ez a szócikk részben vagy egészben  a   Sumatran Striped Rabbit című angol Wikipédia-szócikk fordításán alapul.  Az eredeti cikk szerkesztőit annak laptörténete sorolja fel. Ez a jelzés csupán a megfogalmazás eredetét és a szerzői jogokat jelzi, nem szolgál a cikkben szereplő információk forrásmegjelöléseként.